# Hawaï police d'État
Cet article concerne la série originale. Pour le remake, voir Hawaii 5-0 (série télévisée).
Cet article possède un paronyme, voir Halal police d'État.
Pour les articles homonymes, voir Hawaii Five-O.
Hawaï police d'État ou Hawaï 5-0 au Québec (Hawaii Five-O) est une série télévisée américaine en 284 épisodes de 50 minutes, créée par Leonard Freeman et Jack Lord et diffusée entre le 20 septembre 1968 et le 5 avril 1980 sur le réseau CBS.
Au Québec, la série a été diffusée à partir du 9 septembre 1969 sur Télé-Métropole et Télé-Capitale (maintenant TVA), et en France à partir du 15 juillet 1973 sur la troisième chaîne couleur de l'ORTF, puis FR3 et Antenne 2 jusqu'en 1985. Elle a été diffusée sur Série Club.

## Synopsis
Sur l’île d’Hawaï, Steve McGarrett est le chef d’une unité spéciale, placée sous la direction du Gouverneur. Il traque invariablement les criminels, espions étrangers et meurtriers. Sur sa route, il croise plus que régulièrement le chemin d’un certain Wo Fat, son ennemi juré. À ses côtés, il peut toujours compter sur l’aide de ses coéquipiers, sans oublier sa secrétaire Penny.

## Fiche technique
- Titre original : Hawaii Five-O
- Titre français : Hawaï police d'État
- Titre québécois : Hawaï 5-0
- Création :  Leonard Freeman
- Direction artistique : Gibson Holley
- Décors : Buck Henshaw
- Costumes : Richard Egan
- Photographie : Robert L. Morrison
- Musique : Don B. Ray ; Morton Stevens (générique)
- Production : Leonard Freeman
- Société de production : Leonard Freeman Production
- Société de distribution : CBS Television Network
- Pays d'origine :  États-Unis
- Langue d'origine : anglais
- Format : couleur - 35 mm - 4/3 - son mono (Western Electric Sound System)
- Genre : série policière
- Nombre d'épisodes : 284  (12 saisons)
- Durée : 50 minutes
- Dates de première diffusion :
  - États-Unis :  20 septembre 1968
  - Canada (Québec) : 9 septembre 1969
  - France :15 juillet 1973

## Distribution

### Acteurs principaux
- Jack Lord (VF : Roland Ménard ; VQ : Jean-Marie Lemieux) : Steve McGarrett
- James MacArthur (VF : Francis Lax ; VQ : Marc Bellier) : Danny Williams (saisons 1 à 11)
- Kam Fong (VQ : Michel Georges) : Chin Ho Kelly (saisons 1 à 10)
- Gilbert Lani Kauhi (en) : Kono Kalakaua (saisons 1 à 4)
- Khigh Dhiegh (en) : Wo Fat
- Herman Wedemeyer (en) (VQ : Patrick Peuvion) : Duke
- Harry Endo (en) : Che Fong
- Richard Denning (VF : Roger Tréville ; VQ : Bertrand Gagnon) : le gouverneur

### Acteurs récurrents et invités
- Sal Mineo : Bobby George (épisode 4, saison 1)
- Ricardo Montalbán : Tokura et Alex Pareno (épisode 5, saison 1 et épisode 2, saison 5)
- Yaphet Kotto : John T. Auston (épisode 14, saison 1)
- Jeff Daniels : Neal Forrester (épisode 15, saison 12)
- Jayne Meadows : Jessica Humbolt (épisode 4, saison 12)
- BarBara Luna : Yoko et Elena Kamoku (épisode 1, saison 2 et épisode 1, saison 12)
- Martin Sheen : Arthur Dixon et Eddie Calhao (épisode 20, saison 2 / épisode 4, saison 4)
- Christopher Walken (épisode Une balle perdue, saison 4)

Seules les 8 premières saisons ont été doublées en France, les 4 dernières ayant été doublées au Québec.
 Source et légende : version québécoise (VQ) sur Doublage.qc.ca

## Épisodes

### Première saison (1968-1969)
1. Le Cocon [1/2] (Cocoon [1/2]) VOST
2. Le Cocon [2/2] (Cocoon [2/2]) VOST
3. Balade en bateau (Full Fathom Five)
4. Nous serons des étrangers (Strangers in Our Own Land)
5. Le Piège (Tiger by the Tail)
6. Le Samouraï (Samurai)
7. Le Rat d'hôtel (And They Painted Daisies on His Coffin)
8. Trafic d'or (Twenty-Four Karat Kill)
9. Les Voies de l'amour (The Ways of Love)
10. Plus de fleurs bleues (No Blue Skies)
11. Le Mauvais numéro (By the Numbers)
12. Demain ne naîtra jamais (Yesterday Died and Tomorrow Won't Be Born)
13. Le Témoin secret (Deathwatch)
14. Qui a tué Mira Baï ? (Pray Love Remember, Pray Love Remember)
15. Roi de la colline (King of the Hill)
16. Le Grand voyage (Up Tight)
17. Face au dragon (Face of the Dragon)
18. Les Otages (The Box)
19. Tante Martha (One for the Money)
20. Son dernier round (Along Came Joey)
21. La Preuve vivante [1/2] (Once Upon a Time [1/2])
22. La Preuve vivante [2/2] (Once Upon a Time [2/2])
23. Pour la paix (Not That Much Difference)
24. Six Kilos (Six Kilos)
25. Le Grand Kahuna (The Big Kahuna)

### Deuxième saison (1969-1970)
1. Assurance sur les morts (A Thousand Pardons, You're Dead)
2. Lame de fond (Forty Feet High, and It Kills)
3. Le Dragon noir (To Hell with Babe Ruth)
4. L'Ours en peluche (Just Lucky, I Guess)
5. Sombre dimanche (Savage Sunday)
6. La Bête (A Bullet for McGarrett)
7. Douce terreur (Sweet Terror)
8. Le Manteau de plumes (The King Kamehameha Blues)
9. SOS Singapour (Singapore File)
10. L'Escale forcée (Leopard on the Rock)
11. Tous les chevaux du roi (All the King's Horses)
12. Le Diable et la grenouille (The Devil and Mr. Frog)
13. Un jeu dangereux (The Joker's Wild, Man, Wild)
14. Le Tigre aveugle (Blind Tiger)
15. Fausse manœuvre (Which Way Did They Go)
16. Épisode Jamais Diffusé (Bored, She Hung Herself)
17. Vas-y Johnny (Run, Johnny, Run)
18. L'Abeille (Killer Bee)
19. L'Assassin est gaucher (The One with the Gun)
20. Chantage (Cry, Lie)
21. Un camarade de collège (Most Likely to Murder)
22. Naïf comme un savant (Nightmare Road)
23. Alerte à Hawaii [1/2] (Three Dead Cows at Makapuu [1/2])
24. Alerte à Hawaii [2/2] (Three Dead Cows at Makapuu [2/2])
25. La Reine de la Polynésie (Kiss the Queen Goodbye)

### Troisième saison (1970-1971)
1. Mort sur commande (And a Time to Die…)
2. Trouble en tête (Trouble in Mind)
3. Attentat sur commande (The Second Shot)
4. Souvenirs au présent (Time and Memories)
5. L'Affaire de Guarnerius (The Guarnerius Caper')
6. La Rançon (The Ransom)
7. Par l'eau et par le fer (Force of Waves)
8. Hara Kiri (The Reunion)
9. Témoin à charge (The Late John Louisiana)
10. Le Paradis perdu (The Last Eden)
11. Le Voleur de Monopoly (Over Fifty ? Steal)
12. Meurtre, amour et poésie (Beautiful Screamer)
13. Six ans après (The Payoff)
14. Meurtre à la prison (The Double Wall)
15. Paniolo (Paniolo)
16. Dix mille diamants et un infarctus (Ten Thousand Diamonds and a Heart)
17. Tuer ou mourir (To Kill or Be Killed)
18. La Guerre des planches [1/2] (F.O.B. Honolulu [1/2])
19. La Guerre des planches [2/2] (F.O.B. Honolulu [2/2])
20. Trafic d'armes (The Gunrunner)
21. Mon cher ennemi (Dear Enemy)
22. La Vieille dame et l'incendiaire (The Bomber and Mrs. Moroney)
23. Meurtre au stade [1/2] (The Grandstand Play [1/2])
24. Meurtre au stade [2/2] (The Grandstand Play [2/2])

### Quatrième saison (1971-1972)
1. Recherche archéologique (Highest Castle, Deepest Grave)
2. Incinération (No Bottles… No Cans… No People)
3. Les Clés de l'énigme (Wednesday, Ladies Free)
4. Voyages organisés (Crooked Miles to Honolulu)
5. Le Pigeon (Two Doves and Mr Heron)
6. Tireur d'élite (…And I Want Some Candy and a Gun That Shoots)
7. Air Cargo (Air Cargo…Dial for Murder)
8. Pour un million de dollars (For a Million… Why Not?)
9. Qui a tué Mélissa ? (The Burning Ice)
10. Kamehameha (Rest in Peace, Somebody)
11. Marché de dupes (A Matter of Mutual Concern)
12. Neuf, dix morts (Nine, Ten -- You're Dead)
13. Kailimoku (Is This Any Way to Run a Paradise)
14. Mascarade (Odd Man In)
15. Vertige (Bait Once, Bait Twice)
16. Une vie pour 90 secondes [1/2] (The Ninety-Second War [1/2])
17. Une vie pour 90 secondes [2/2] (The Ninety-Second War [2/2])
18. Viol (Skinhead)
19. Une balle perdue (While You're at It, Bring in the Moon) (avec Christopher Walken)
20. Règlement de comptes (Cloth of Gold)
21. Bonsoir mon amour (Good Night, Baby, Time to Die)
22. Rendez-vous pour un meurtre (Didn't We Meet at a Murder ?)
23. Drogue en mer (Follow the White Brick Road)
24. Le Lieutenant Raltson (R&R -- and R)

### Cinquième saison (1972-1973)
1. Massacre sur commande (Death Is a Company Policy)
2. Course contre la mort (Death Wish on Tantalus Mountain)
3. Il n'est pas nécessaire de tuer (You Don't Have to Kill to Get Rich, But It Helps)
4. La Mort d'un ami (Pig in a Blanket)
5. Le Vol du prototype (The Jinn Who Clears the Way)
6. Double Chantage (Fools Die Twice)
7. Évènements en cabine (Chain of Events)
8. Vengeance à froid (Journey Out of Limbo)
9. Trilogie : Le fils [1/3] (« V » for Vashon: the Son [1/3])
10. Trilogie : Le père [2/3] (« V » for Vashon: the Father [2/3])
11. Trilogie : Le patriarche [3/3] (« V » for Vashon: the Patriarch [3/3])
12. Au douzième coup (The Clock Struck Twelve)
13. Escroquerie en famille (I'm a Family Crook - Don't Shoot)
14. Rapt d'enfant (The Child Stealers)
15. Merci pour la lune de miel (Thanks for the Honeymoon)
16. Le Paranoïaque (The Listener)
17. Deux maisons et une double vie (Here Today, Gone Tonight)
18. Diabolique entreprise (The Odd Lot Caper)
19. Qui êtes-vous M. Winkler ? (Will the Real Mr Winkler Please Die)
20. Rapt (Little Girl Blue)
21. Pourcentage (Percentage)
22. Dernier avertissement (Engaged to Be Buried)
23. Le Pendentif (The Diamond That Nobody Stole)
24. Procès (Jury of One)

### Sixième saison (1973-1974)
1. Le Crochet (Hookman)
2. La Bande dessinée (Draw Me a Killer)
3. En route pour la mort (Charter for Death)
4. Quelle famille ! (One Big Happy Family)
5. Pyromanie (The Sunday Torch)
6. Elle court elle court la valise (Murder Is a Taxing Affair)
7. La Guerre des souteneurs (Tricks Are Not Treats)
8. Pourquoi attendre la mort de l'oncle ? (Why Wait Until Uncle Kevin Dies?)
9. Le Reflet du sang (Flash of Color, Flash of Death)
10. La Fille du diable (A Bullet for El Diablo)
11. Touche finale (The Finishing Touch)
12. Coup de tonnerre atomique (Anybody Can Build a Bomb)
13. Mourez à la bonne heure (Try to Die on Time)
14. La Pièce rare (The 100 000 $ Nickel)
15. À la vie à la mort (The Flip Side Is Death)
16. Les Naufragés de la dernière vague (Banzai Pipeline)
17. Pigeon ne vole pas (One Born Every Minute)
18. L'Arme secrète (Secret Witness)
19. Un aller pour deux (Death with Father)
20. L'Or des mers de Chine (Murder with a Golden Touch)
21. Le Refoulé (Nightmare in Blue)
22. La Vengeance de la police (Mother's Deadly Helper)
23. Croisière pour un tueur (Killer at Sea)
24. L'Homme aux cent visages (30,000 Rooms and I Have a Key)

### Septième saison (1974-1975)
1. Les Jeunes assassins (The Young Assassins)
2. Cauchemar à Hawaii (A Hawaiian Nightmare)
3. Je recommencerai (I'll Kill 'Em Again)
4. Le Versement (Steal Now -- Pay Later)
5. Une bombe bien curieuse (Bomb, Bomb, Who's Got the Bomb?)
6. Erreur de cadavre (Right Grave, Wrong Body)
7. Sentiment de justice (We Hang Our Own)
8. Le Corps à deux têtes (The Two-Faced Corpse)
9. Le Vol d'un chef-d'œuvre (How to Steal a Masterpiece)
10. Une arme pour McGarrett (A Gun for Mcgarrett)
11. La Succursale (Welcome to Our Branch Office)
12. Au centre du complot (Presenting… In the Center Ring… Murder)
13. Meurtre ou suicide ? (Hara-Kiri : Murder)
14. Le Squelette (Bones of Contention)
15. L'Ordinateur fou (Computer Killer)
16. Un travail de femme (A Woman's Work Is with a Gun)
17. Petit témoin, grand crime (Small Witness, Large Crime)
18. Scènes de la vie (Ring of Life)
19. La Rage au corps (A Study in Rage)
20. Le Cheval sur la lune (And the Horse Jumped over the Moon)
21. Mort sur commande (Hit Gun for Sale)
22. L'Otage (The Hostage)
23. Le Journal de l'assassin (Diary of a Gun)
24. Les Billets mortels (6 000 Deadly Tickets)

### Huitième saison (1975-1976)
1. Le Regard meurtrier [1/2] (Murder - Eyes Only [1/2])
2. Le Regard meurtrier [2/2] (Murder - Eyes Only [2/2])
3. McGarrett a disparu (McGarrett Is Missing)
4. Préjudice extrême (Termination with Extreme Prejudice)
5. La Cible de rêve (Target ? The Lady)
6. Sam (Death's Name Is Sam)
7. McGarrett sur la sellette (The Case Against Mcgarrett)
8. Une sale affaire (The Defector)
9. La Chanson de trop (Sing a Song of Suspense)
10. Une retraite au soleil (Retire in Sunny Hawaii--Forever)
11. Comment voler un sous-marin (How to Steal a Submarine)
12. Le Front de mer (The Waterfront Steal)
13. La Tombe de l'inconnu (Honor Is an Unmarked Grave)
14. Le Soupçon (A Touch of Guilt)
15. Une mauvaise copie (Wooden Model of a Rat)
16. La Persuasion mortelle (Deadly Persuasion)
17. Terreur légale (Legacy of Terror)
18. Une fin difficile (Loose Ends Get Hit)
19. Anatomie d'une angoisse (Anatomy of a Bribe)
20. Un coup envieux (Turkey Shoot at Makapuu)
21. L'Assassin (A Killer Grows Wings)
22. L'Enlèvement (The Capsule Kidnapping)
23. Tu aimeras ton voisin (Love Thy Neighbor--Take His Wife)
24. Condamné à voler (A Sentence to Steal)

### Neuvième saison (1976-1977)
1. Les Neuf dragons [1/2] (Nine Dragons [1/2])
2. Les Neuf dragons [2/2] (Nine Dragons [2/2])
3. La Prise d'assaut (Assault on the Palace)
4. Le Plus vieux métier du monde (Oldest Profession -- Latest Price)
5. L'Homme en feu (Man on Fire)
6. Tour de force (Tour De Force -- Killer Aboard)
7. Le Dernier des spécialistes (The Last of the Great Paperhangers)
8. Face, c'est la mort (Heads, You're Dead)
9. Jusqu'à ce que la mort nous sépare (Let Death Do Us Part)
10. Effet d'optique (Double Exposure)
11. Oui, ma fille (Yes, My Deadly Daughter)
12. La Cible est décidée (Target -- A Cop)
13. La Cloche (The Bells Toll at Noon)
14. L'Homme d'acier (Man in a Steel Frame)
15. En joue… (Ready… Aim…)
16. La Forêt défendue (Elegy in a Rain Forest)
17. Le Chantage infernal (Dealer's Choice - Blackmail)
18. Un crime capital (A Capitol Crime)
19. Mourir au paradis (To Die in Paradise)
20. L'Argent a une odeur (Blood Money Is Hard to Wash)
21. Destruction cérébrale (To Kill a Mind)
22. Requiem (Requiem for a Saddle Bronc Rider)
23. Elle court, elle court (See How She Runs)
24. À mourir de rire (Practical Jokes Can Kill You)

### Dixième saison (1977-1978)
1. Les Rebelles (Up the Rebels)
2. Tiens, des pirates (You Don't See Many Pirates These Days)
3. Vrai ou faux (The Cop on the Cover)
4. Les Amis de Joey Kalima (The Friends of Joey Kalima)
5. Les Torches (Descent of the Torches)
6. Le Chiffre qui porte chance (The Ninth Step)
7. La Poignée de main (Shake Hands with the Man in the Moon)
8. Les Enjeux mortels (Deadly Doubles)
9. Une bonne couverture (Deep Cover)
10. La Dernière heure (Tsunami)
11. Le Mauvais vent (East Wind--Ill Wind)
12. L'Ombre du roi (Tread the King's Shadow)
13. Aloha (The Big Alona)
14. Une petite balade (A Short Walk on the Long Shore)
15. Tendre piège (The Silk Trap)
16. Tête contre tête (Head to Head)
17. Les Grosses vagues (Tall on a Wave)
18. Le Bleu lui va bien (Angel in Blue)
19. La Guerre a une fin (When Does a War End ?)
20. L'Invitation au meurtre (Invitation to a Murder)
21. Coup de froid (Frozen Assets)
22. Mon ami l'ennemi (My Friend, the Enemy)
23. L'Inconnu dans sa tombe (A Stranger in His Grave)
24. Un deuil dans la famille (A Death in the Family)

### Onzième saison (1978-1979)
1. Une grosse fatigue (The Sleeper)
2. Horoscope pour un meurtre (Horoscope for Murder)
3. La Livraison fatale (Deadly Courier)
4. Philip Christie (The Case Against Philip Christie)
5. Des petits problèmes (Small Potatoes)
6. Tonnerre lointain (A Distant Thunder)
7. Le Masque de la mort (Death Mask)
8. La Pagode (The Pagoda Factor)
9. Il y a bien longtemps (A Long Time Ago)
10. Linda ne meurt pas (Why Won't Linda Die?)
11. L'Homme des miracles (The Miracle Man)
12. Numéro Un à éliminer [1/2] (Number One with a Bullet [1/2])
13. Numéro Un à éliminer [2/2] (Number One with a Bullet [2/2])
14. Meighan (The Meighan Conspiracy)
15. Willy (The Spirit Is Willie)
16. À grands coups (The Bark and the Bite)
17. Les Coulisses de l'affaire (Stringer)
18. Exécution (The Execution File)
19. Un problème personnel (A Very Personal Matter)
20. L'Assassin du ciel (The Skyline Killer)
21. L'Année du cheval [1/2] (The Year of the Horse [1/2])
22. L'Année du cheval [2/2] (The Year of the Horse [2/2])

### Douzième saison (1979-1980)
1. Un lion dans la Lune [1/2] (A Lion in the Streets [1/2])
2. Un lion dans la Lune [2/2] (A Lion in the Streets [2/2])
3. Même les policiers pleurent (Who Says Cops Don't Cry)
4. La Fin du paradis (Though the Heavens Fall)
5. Le Mauvais signe (Sign of the Ram)
6. Les Bons employés sont rares (Good Help Is Hard to Find)
7. L'Image de la peur (Image of Fear)
8. Sers-toi de ton arme (Use a Gun, Go to Hell)
9. La Voie de la terreur (Voice of Terror)
10. La Tombe (A Shallow Grave)
11. Kahuna (The Kahuna)
12. Le Labyrinthe infernal (Labyrinth)
13. L'École des assassins (School for Assassins)
14. Le Souvenir du bon vieux temps (For Old Time's Sake)
15. La Solution miracle (The Golden Noose)
16. Le Vol des bijoux (The Flight of the Jewels)
17. Question d'ombres (Clash of Shadows)
18. Un oiseau à la main (A Bird in Hand…)
19. Situation déplaisante (The Moroville Covenant)
20. Mes bons vœux (Woe to Wo Fat)

## Commentaires
- La série doit une partie de sa célébrité à l'harmonieux mélange d'enquêtes policières sérieuses et d'exotisme des terres lointaines symbolisées notamment par le fameux générique.
- Cette série fut la plus longue série policière diffusée aux États-Unis avant d'être détrônée par New York, police judiciaire (Law & Order), puis New York, unité spéciale (Law & Order: Special Victims Unit) et Les Experts (CSI: Crime Scene Investigation).
- Le thème de générique, composition de Morton Stevens, était à l'époque joué par le fameux groupe The Ventures, un des plus grands groupes de surf music des années soixante.
- Jack Lord était reconnu pour être particulièrement taciturne lors des tournages. On le disait perfectionniste à l'excès ce qui pouvait provoquer chez lui de fréquentes colères sur les plateaux. Pendant les dernières années de sa vie, il fut atteint de la maladie d'Alzheimer. Il décéda en 1998 à la suite d'une insuffisance cardiaque, il avait 77 ans.
- L’un des plus grands fans de la série n’était autre qu’Elvis Presley. Lors de ses concerts à Hawaï, le « King » se rendait souvent chez Jack Lord. Il a par exemple offert à l’acteur un pistolet d’une valeur de 20 000 dollars[2].

## Remake
De septembre 2010 à avril 2020, CBS diffuse le remake de la série. On y retrouve de nombreux acteurs de télévision comme Alex O'Loughlin (Moonlight) qui reprend le rôle du détective Steve McGarrett, Scott Caan celui de Danny Williams. Daniel Dae Kim, connu pour la série Lost : Les Disparus reprend le rôle de Chin Ho Kelly alors que Grace Park prête ses traits à Kono Kalakaua. Grace Park est également connue pour son rôle de Numéro huit dans Battlestar Galactica. En guest-star dans le pilote de la série, James Marsters incarne un méchant. Ce dernier est connu pour son personnage de Spike dans Buffy contre les vampires et Angel. Il campe le frère du personnage joué par Norman Reedus, connu pour son rôle de Daryl Dixon dans The Walking Dead. Le père de Scott, James Caan, connu pour son rôle de Sonny dans Le Parrain et de directeur de Casino dans la série Las Vegas, fait également une apparition durant un épisode de la saison 2. Wo Fat, le nemesis de McGarrett, est présent dans le remake sous les traits de Mark Dacascos.